# Roberto Bolaño
Pour les articles homonymes, voir Bolaño.
Roberto Bolaño, né à Santiago le 28 avril 1953 et mort à Barcelone le 15 juillet 2003, est un poète, romancier et nouvelliste chilien.

## Biographie
Roberto Bolaño est né à Santiago. Son père est chauffeur routier (et boxeur) et sa mère enseignante. Il grandit, avec sa sœur, dans une région côtière, au sud du pays. Il se décrit comme un enfant maigrichon, myope, plongé dans les livres et peu prometteur. Il est dyslexique et souvent tyrannisé par ses camarades à l'école. Il en conçoit un sentiment d'exclusion.
En 1968, il suit sa famille à Mexico. Après son renvoi de l'école, il devient journaliste et militant de gauche.
Un moment charnière de la vie de Bolaño, mentionné dans plusieurs de ses ouvrages, survient en 1973, lorsqu'il quitte Mexico pour le Chili, pour « aider à construire le socialisme » en appuyant Salvador Allende. Après le coup d'État de Pinochet qui renverse Allende, Bolaño est arrêté, soupçonné de terrorisme, et passe huit jours en détention. Il est sauvé par deux anciens camarades de classe, devenus gardiens de prison. Bolaño décrit cette expérience dans Détectives, tiré du recueil Appels Téléphoniques. D'après la version qu'il donne des faits, il n'est ni torturé ni tué, comme il s'y attendait, mais « au petit matin, j'entendais les cris des personnes qu'ils torturaient ; je ne pouvais plus dormir. Je n'avais rien à lire, à part une revue en anglais qui traînait par là. Le seul article intéressant concernait une maison qui avait autrefois appartenu à Dylan Thomas... Je suis sorti de ce trou grâce à deux détectives avec lesquels j'avais été au lycée, à Los Ángeles »,. Il reste encore quelques mois au Chili et évoque le temps de « l'humour noir, de l'amitié et du danger de la mort ».
Pour l'essentiel de sa vie jusqu'à la fin des années 1980, Bolaño vit en vagabond, entre le Chili, le Mexique, le Salvador, la France et l'Espagne.
Dans les années 1970, Bolaño devient trotskiste et membre fondateur de l'infraréalisme, mouvement poétique mineur. Il se complaît à parodier les attitudes du mouvement dans Les Détectives sauvages.
Après avoir passé un moment au Salvador en compagnie du poète Roque Dalton et des guérilleros du Front Farabundo Martí de libération nationale, il revient à Mexico, mène une vie de poète bohème et d'enfant terrible de la littérature – « un provocateur professionnel redouté par toutes les maisons d'édition, même s'il n'a rien à voir avec elles, faisant irruption pendant les conférences littéraires et les séances de lecture », déclare Jorge Herralde, son éditeur. Son comportement erratique est dû tant à un idéal gauchiste qu'à un mode de vie chaotique.
Bolaño arrive en Europe en 1977 et s'installe en Espagne. Il se marie et habite sur la côte méditerranéenne, près de Barcelone. Il travaille le jour comme plongeur, gardien de camping, groom et éboueur, et écrit la nuit. Au début des années 1980, il emménage à Blanes, petite cité balnéaire de Catalogne.
Il continue d'écrire de la poésie et se met à la fiction au début de la quarantaine, se sentant responsable du futur bien-être matériel de sa famille, comme il le révèle au cours d'une interview, ses revenus de poète étant tout à fait insuffisants. Jorge Herralde confirme que Bolaño « abandonne un mode de vie de beatnik parcimonieux » car la naissance de son fils en 1990 l'incite à assumer ses responsabilités et à croire qu'il lui sera plus facile de gagner sa vie en écrivant de la fiction. Malgré tout, il continue de se considérer avant tout comme un poète, et un recueil de poésie, dont l'élaboration s'étale sur vingt années, est publié en 2000 sous le titre de Los perros románticos (les Chiens romantiques).
Bolaño meurt le 14 juillet 2003, d'une insuffisance hépatique. Six semaines avant sa mort, les romanciers latino-américains le saluent comme le plus important romancier de sa génération, lors d'une conférence internationale tenue à Séville. Parmi ses plus proches amis figurent les romanciers Rodrigo Fresán et Enrique Vila-Matas. Fresán déclare : « Roberto s'est affirmé comme écrivain à un moment où l'Amérique Latine ne croyait plus aux utopies et où le paradis était devenu enfer. Ce sentiment de monstruosité, de cauchemars éveillés et de fuite perpétuelle de l'horreur imprègne 2666 et toutes ses œuvres. » « Ses livres sont politiques », observe Fresán, « mais de façon plus personnelle que militante ou démagogique, plus proche de la mystique des beatniks que du "Boom" ». Selon Fresán, « il était tout à fait singulier, travaillait sans filet de sauvetage, se donnait à fond, sans se refréner, et ce faisant, il a créé une nouvelle manière d'être un grand écrivain latino-américain ». Larry Rohter du New York Times disait que Bolaño plaisantait à propos du mot « posthume », disant qu'il « lui rappelait celui d'un gladiateur romain, invaincu, et que ça l'aurait sans doute amusé de voir combien sa cote avait augmenté depuis sa mort ».
À propos de son pays natal, qu'il n'a visité qu'une fois après son exil volontaire, Bolaño avait des sentiments mitigés. Il était célèbre au Chili pour ses attaques féroces contre Isabel Allende et contre d'autres membres de l'establishment littéraire. « Il n'avait pas sa place au Chili, et le rejet qu'il y avait essuyé lui permettait de dire tout ce qu'il voulait, ce qui est un bonne chose pour un écrivain », d'après le romancier et dramaturge chilien Ariel Dorfman.
Roberto Bolaño laisse derrière lui sa femme, espagnole, et leurs deux enfants, qu'il a appelés « sa seule patrie ». Ses enfants ont pour prénoms Lautaro (d'après le chef mapuche Lautaro, qui résista aux Espagnols lors de la conquête du Chili, selon le récit épique La Araucana) et Alexandra. Dans sa dernière interview, publiée par l'édition mexicaine du magazine Playboy, Bolaño dit se considérer comme Latino-Américain et ajoute : « Mon seul pays, ce sont mes deux enfants et, peut-être, en second lieu, des moments, des rues, des visages ou des livres que je porte en moi. »
Bien qu'il se soit toujours senti profondément poète, dans la ligne de Nicanor Parra, sa réputation s'est bâtie sur ses romans et sur ses nouvelles. Poète bohémien, enfant terrible[Quoi ?] de la littérature, Bolaño commence à écrire des œuvres de fiction au cours des années 1990. Il devient immédiatement l'un des personnages clés de la littérature espagnole et latino-américaine.
Ses œuvres sont successivement saluées par la critique, notamment les romans Los detectives salvajes (Les Détectives sauvages) et Nocturno de Chile (Nocturne du Chili), et le posthume 2666. Ses deux séries de nouvelles, Llamadas telefónicas (Appels téléphoniques) et Putas asesinas (Des putains meurtrières), sont récompensées par des prix littéraires. En 2009, plusieurs romans inédits sont découverts dans les archives de l'auteur.
Il obtient le prix Herralde en 1998 et  le prix Rómulo-Gallegos en 1999.

## Œuvre
Les éditions originales sont parues en langue espagnole en Espagne, généralement chez Anagrama. Ci-dessous, une date entre crochets, après le titre original, indique la période d'écriture de l'ouvrage (ou des composantes d'un recueil).
La plupart de ses œuvres, traduites en français chez Christian Bourgois par Robert Amutio, ont été rééditées une première fois en poche dans la collection « Titres » du même éditeur, ou dans la collection « Motifs » du Serpent à Plumes, ou encore, pour les trois longs romans, chez Gallimard, dans la collection « Folio ».
Les œuvres complètes de Roberto Bolaño en six volumes sont publiées en français par les Éditions de l'Olivier à partir de 2020.
La nouvelle édition en poche de l’ensemble de l’œuvre est désormais publiée et en cours de publication à partir de cette réédition dans la collection Points/Seuil.

### Romans
- 1984 : La senda de los elefantes [1981-1982] ; réédition en 1999 sous le titre Monsieur Pain[15] Publié en français sous le titre Monsieur Pain, traduit par Robert Amutio, Montréal, Les Allusifs no 21, 2004  (ISBN 2-922868-18-4) ; réédition, Monaco/Paris, coll. « Motifs » no 320, 2008  (ISBN 978-2-268-06633-2) ; réédition, Paris, Christian Bourgois, coll. « Titres » no 171, 2013  (ISBN 978-2-267-02410-4)
- 1984 : El espíritu de la ciencia-ficción [1984];  Inédit publié de façon posthumePublié en français sous le titre L'Esprit de la science-fiction suivi de Les déboires du vrai policier, traduit par Jean-Marie Saint-Lu, Paris, Points, 2021  (ISBN 978-2-7578-9178-0)
- 1993 : La pista de hielo Publié en français sous le titre La Piste de glace, traduit par Robert Amutio, Paris, Christian Bourgois, 2005  (ISBN 2-267-01764-4)
- 1996 : Estrella distante - roman court Publié en français sous le titre Étoile distante, traduit par Robert Amutio, Paris, Christian Bourgois, 2002 ; réédition, Paris, Christian Bourgois, coll. « Titres » no 5, 2006  (ISBN 2-267-01736-9)
- 1998 : Los detectives salvajes Publié en français sous le titre Les Détectives sauvages, traduit par Robert Amutio, Paris, Christian Bourgois, 2006 ; réédition, Paris, Gallimard, coll. « Folio » no 5049, 2010  (ISBN 978-2-07-041676-9)
- 1999 : Amuleto - roman court Publié en français sous le titre Amuleto, traduit par Émile et Nicole Martel, Montréal, Les Allusifs no 9, 2002  (ISBN 2-922868-08-7) ; réédition, Monaco/Paris, coll. « Motifs » no 314, 2008  (ISBN 9782-268-06552-6) ; réédition, Paris, Christian Bourgois, coll. « Titres » no 172, 2013  (ISBN 978-2-267-02409-8)
- 2000 : Nocturno de Chile - roman court Publié en français sous le titre Nocturne du Chili, 2002 ; réédition, Paris, Christian Bourgois, coll. « Titres » no 48, 2007  (ISBN 978-2-267-01912-4)
- 2002 : Amberes [1980] - roman court Publié en français sous le titre Anvers, traduit par Robert Amutio, Paris, Christian Bourgois, 2004  (ISBN 2-267-01736-9) ; réédition, Paris, Christian Bourgois, coll. « Titres » no 128, 2011  (ISBN 978-2-267-02168-4)
- 2002 : Una novelita lumpen [2001] Publié en français sous le titre Un petit roman lumpen, traduit par Robert Amutio, Paris, Christian Bourgois, 2012  (ISBN 978-2-267-02315-2)
- 2004 : 2666 [1999-2003] Publié en français sous le titre 2666, traduit par Robert Amutio, Paris, Christian Bourgois, 2008 ; réédition, Paris, Gallimard, coll. « Folio » no 5205, 2011  (ISBN 978-2-07-043713-9) ; réédition, Paris, Points {P5460}, 2023  (ISBN 9-782757-894118)
- 2010 : El Tercer Reich [1989] Publié en français sous le titre Le Troisième Reich, 2010 ; réédition, Paris, Gallimard, coll. « Folio » no 5548, 2013  (ISBN 978-2-07-045046-6)
- 2011 : Los sinsabores del verdadero policía [198x-2003] Inédit du vivant de l'auteur ; publié de façon posthume.
- 2017 : Tombes de cowboys [1993-2003] - récits Publiés de façon posthume.

### Recueils de nouvelles
- 1984 : Consejos de un discípulo de Morrison a un fanático de Joyce [1983] coécrit avec A. G. Porta Publié en français sous le titre Conseils d'un disciple de Morrison à un fanatique de Joyce, suivi de Journal de bar, traduit par Robert Amutio, Paris, Christian Bourgois, 2009  (ISBN 978-2-267-02051-9)
- 1996 : La literatura nazi en América Publié en français sous le titre La Littérature nazie en Amérique, traduit par Robert Amutio, Paris, Christian Bourgois, 2003 ; réédition, Paris, Christian Bourgois, coll. « Titres » no 4, 2006  (ISBN 2-267-01817-9)
- 1997 : Llamadas telefónicas Publié en français sous le titre Appels téléphoniques, traduit par Robert Amutio, Paris, Christian Bourgois, 2004 ; réédition, Paris, Christian Bourgois, coll. « Titres » no 74, 2008  (ISBN 978-2-267-01975-9)
- 2001 : Putas asesinas Publié en français sous le titre Des putains meurtrières, 2003 ; réédition, Paris, Christian Bourgois, coll. « Titres » no 75, 2008  (ISBN 978-2-267-01974-2)
- 2003 : El gaucho insufrible - contient des nouvelles et deux essais Publié en français sous le titre Le Gaucho insupportable, traduit par Robert Amutio, Paris, Christian Bourgois, 2004  (ISBN 2-267-01735-0) ; réédition, Paris, Christian Bourgois, coll. « Motifs » no 73, 2008  (ISBN 978-2-267-01976-6)
- 2007 : El secreto del mal - contient des nouvelles et quelques essais Publié en français sous le titre Le Secret du mal, traduit par Robert Amutio, Paris, Christian Bourgois, 2008  (ISBN 978-2-267-02007-6)

### Poésie
- 1976 : Reinventar el amor [plaquette de 20 p., 225 ex., Mexico]
- 1992 : Fragmentos de la Universidad Desconocida [1978-1992, repris dans Universidad]
- 1993 : Los perros románticos [1977-1990] rév. 2000/2006 [1980-1998]  — Los perros románticos (es) : 1993, première édition (poèmes de 1977 à 1990), petit tirage publié par la "Fundación Social y Cultural Kutxa" de Zarautz au Pays basque espagnol. 2000, deuxième édition revue et corrigée (poèmes de 1980 à 1998), aux éditions Lumen de Barcelone. 2006, troisième édition (variations mineures à partir de l'état final des poèmes sur le disque dur de son ordinateur, plus reprise du poème « El último salvaje » présent dans deux autres recueils), posthume aux éditions Acantilado de Barcelone. Publié en français sous le titre Les Chiens romantiques, traduit par Robert Amutio, Paris, Christian Bourgois, 2012  (ISBN 978-2-267-02314-5)
- 1995 : El último salvaje [1990-1993, repris dans Universidad]
- 2000 : Tres [1981/1993/1994] Publié en français sous le titre Trois, traduit par Robert Amutio, Paris, Christian Bourgois, 2012  (ISBN 978-2-267-02313-8)
- 2007 : La Universidad Desconocida [1978-1993, poèmes rares ou inédits plus Anvers]

### Autres publications
- 2004 : Entre paréntesis [1998-2003] - essais, articles et discours Publié en français sous le titre Entre parenthèses, traduit par Robert Amutio, Paris, Christian Bourgois, 2011  (ISBN 978-2-267-02145-5)
- 2011 : Bolaño por sí mismo [1998-2003]